# 地デジカ家族
地デジカ家族（ちでじかかぞく）はフジテレビで2009年11月、2011年1月に放送された、地上デジタルテレビ放送移行への啓発を目的とした連続ドラマ。

## 地デジカ家族
個人宅のアナログテレビを、地上デジタル放送対応テレビに買い換えるという話。
2009年11月23日から11月27日まで放送された。全5話。完全版が2010年1月1日深夜と2月25日深夜と4月23日深夜に放送。美術協力が東芝で、家族が購入したテレビはREGZA 42C8000。

### キャスト
- 大柳煎太郎：モト冬樹

おじいちゃん、65歳
- 大柳聡美：伊藤綺夏

おじいちゃんの孫、11歳
- 大柳美代子：伊藤裕子

お母さんでおじいちゃんの娘・お父さんの嫁、45歳
- 大柳秀平：イジリー岡田

お父さんで大柳家の婿養子、45歳
- 大柳聡子：ふくまつみ

おばあちゃん、65歳
- 出地佐保子：中村仁美（フジテレビアナウンサー）

通称デジサポ・地デジカアドバイザー、30歳
- 地デジカ：浦和めぐみ（声）

全国に地デジを普及する鹿

### スタッフ
- 企画

水野綾子（フジテレビ）
山本麻未子（フジテレビ）
- プロデュース

樋口徹（フジクリエイティブコーポレーション）
- プロデュース・演出

小林和宏（フジクリエイティブコーポレーション）
- 脚本

大山幸英

### 放送日・サブタイトル
| 各話   | 放送日                                                                                                 | サブタイトル            |
| ------ | --- | ----------------------- |
| 第1話  | 2009年11月23日 26:40-26:45                                                                             | 地デジカがやってくる    |
| 第2話  | 2009年11月24日 26:08-26:13                                                                             | おじいちゃん怒る!       |
| 第3話  | 2009年11月25日 26:08-26:13                                                                             | 抜かれたツノ            |
| 第4話  | 2009年11月26日 26:00-26:05                                                                             | デジサポさん登場        |
| 最終話 | 2009年11月27日 27:20-27:25                                                                             | 帰ってきたおじいちゃん! |
| 完全版 | 2010年1月1日 27:50-28:20 2010年2月25日 26:10-26:40 2010年4月23日 26:50-27:20 2011年1月22日 27:15-27:45 |                         |

## 地デジカ家族2
アパートのアナログテレビ・アンテナ設備を、地上デジタル放送対応の設備にし、地上デジタル放送対応テレビに買い換えるという話。
2011年1月24日から1月28日まで放送された。全5話。完全版が1月29日深夜に放送された。

### キャスト
- 小柳響子：吉井怜

アパートのオーナー
- 小柳吉治：久保晶

先代のオーナー
- 鈴木和夫：相島一之

アパートの住人
- 山田三郎：ト字たかお

アパートの住人
- 吉本ハルミ：上村依子
- 地デジカ：浦和めぐみ（声）
- 出地佐保子：中村仁美（フジテレビアナウンサー）
- 地デジカのマネージャー:中村仁美

### スタッフ
- 企画

水野綾子（フジテレビ）
早川敬之（フジテレビ）
大橋華子（フジテレビ）
- プロデュース

樋口徹（フジクリエイティブコーポレーション）
- 演出

小林和宏（フジクリエイティブコーポレーション）
- 脚本

大山幸英
- 制作協力

フジクリエイティブコーポレーション

### 放送日・サブタイトル
| 各話   | 放送日                    | サブタイトル                      |
| ------ | ------------------------- | --------------------------------- |
| 第1話  | 2011年1月24日 27:40-27:45 | 亡き管理人さんの悲願《地デジ化》  |
| 第2話  | 2011年1月25日 27:30-27:35 | 《地デジ化》アパートだんらん計画! |
| 第3話  | 2011年1月26日 27:40-27:45 | おじいちゃんの夢                  |
| 第4話  | 2011年1月27日 28:00-28:05 | デジサポさん登場                  |
| 最終話 | 2011年1月28日 28:05-28:10 | 管理人さんの夢                    |
| 完全版 | 2011年1月29日 27:35-28:00 |                                   |